# Skeets
Skeets est un personnage de fiction de l’univers (futur) de DC Comics Universe. Ce petit robot à l’intelligence artificielle n’est autre que le compagnon du fameux Booster Gold.